# Moctezuma II

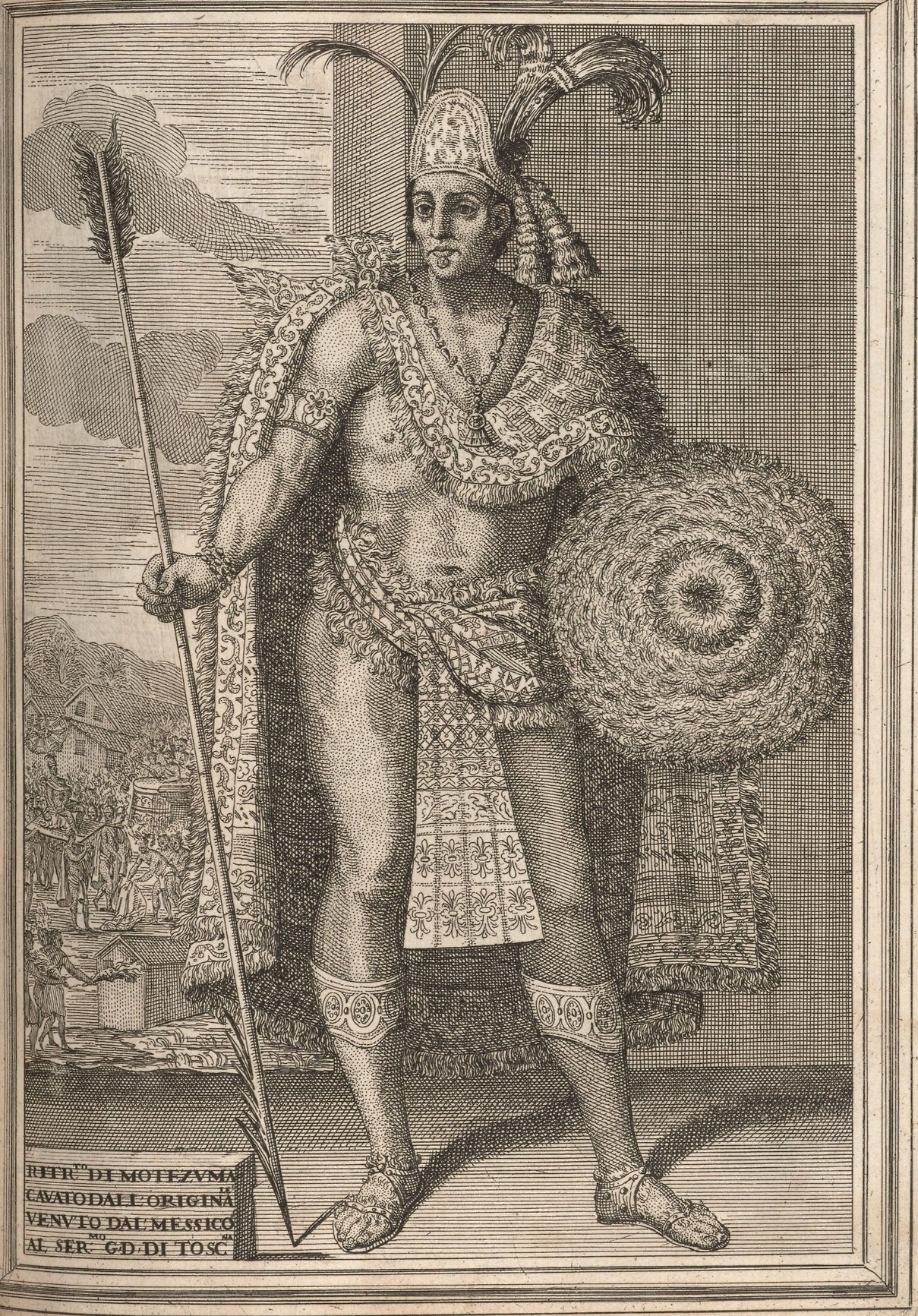
Moctezuma II, 1699, per Antonio de Solis

Moctezuma II (c. 1466 – juny de 1520), el seu nom és transliterat en diverses variants com Montezuma, Moteuczoma, Motecuzoma i s'anomena en textos en llengua nàhuatl com Motekwsoma Xokoyotsin i semblants. Va ser el novè tlàtoani (emperador) de Tenochtitlan; va regnar de 1502 a 1520. Va ser durant el regnat de Moctezuma II quan començà la conquesta castellana de l'Imperi asteca.
L'Imperi asteca va assolir el seu apogeu durant el regnat de Moctezuma, que va intentar consolidar-lo sotmetent territoris sense litoral que s'havien mantingut independents, particularment al país mixteca. També va transformar l'antic sistema de jerarquia social meritocràtica ampliant la bretxa entre els nobles (pipiltin) i els plebeus (macehualtin) exclosos dels càrrecs administratius superiors.
Però el 1519, intervé un nou fet, causa de la mort de Moctezuma (1520) i després, de l'enfonsament de l'Imperi (1521): l'arribada a Centreamèrica dels conqueridors castellans, que ja havien colonitzat la Hispaniola i Cuba al Carib. Hernán Cortés, va partir de Cuba el febrer de 1519, va desembarcar l'abril a Veracruz (fundada poc després) i va arribar a Ciutat de Mèxic al novembre. Els castellanss, juntament amb els seus aliats indis, són rebuts com a convidats per Moctezuma II. Però les relacions es tensen ràpidament: el maig de 1520, els habitants de Mèxic es van aixecar i els castellans es van trobar assetjats. Moctezuma va morir el 29 de juny en condicions poc conegudes i Cortés va decidir evacuar la ciutat el 30: és el famós episodi de la La Nit Trista. Però aquesta derrota castellana és una retirada estratègica: l'any següent, l'exèrcit de Cortés torna i s'apodera de la ciutat de Mèxic després de dos mesos de setge (13 d'agost de 1521). L'imperi asteca, privat del seu centre, es va enfonsar ràpidament, donant pas a la colònia de la Nova Espanya.
La representació de Moctezuma a la Història és la del cap d'un estat derrotat per un petit nombre d'enemics: moltes fonts, per tant, el descriuen com a feble i indecís. Aquesta visió de les coses no es correspon amb la seva conducta real contra els castellans.

## El nom de «Moctezuma»
La pronunciació del seu nom en nàhuatl és [motekʷˈsoːma]. És una paraula composta que combina un terme que significa per sempre senyor i poderós i un verb que significa arrufar les celles amb ira, i s'interpreta com el que arrufa les celles com un senyor o aquell que està enutjat amb la noblesa.
El glif del seu nom, a la cantonada superior esquerra de la il·lustració del còdex de Mendoza oposat, estava compost per una diadema (xiuhuitzolli) col·locada sobre els cabells llisos amb un adorn de l'orella associat amb una peça de nas separada i una «bombolla» que conté la transcripció de les seves paraules.
L'ús d'un nombre de regnat va aparèixer en els temps moderns només per distingir-lo del primer Moctezuma, anomenat Moctezuma I perquè, encara que aquest últim fos el besavi del segon, no hi ha cap successió dinàstica entre els asteques. Les cròniques asteques l'anomenaven Motecuhzoma Xocoyotzin ([ʃokoˈjotsin] significa joventut honrada), mentre que el primer es deia Motecuhzoma Ilhuicamina o Huehuemotecuhzoma (Moctezuma el Vell).

## Fonts

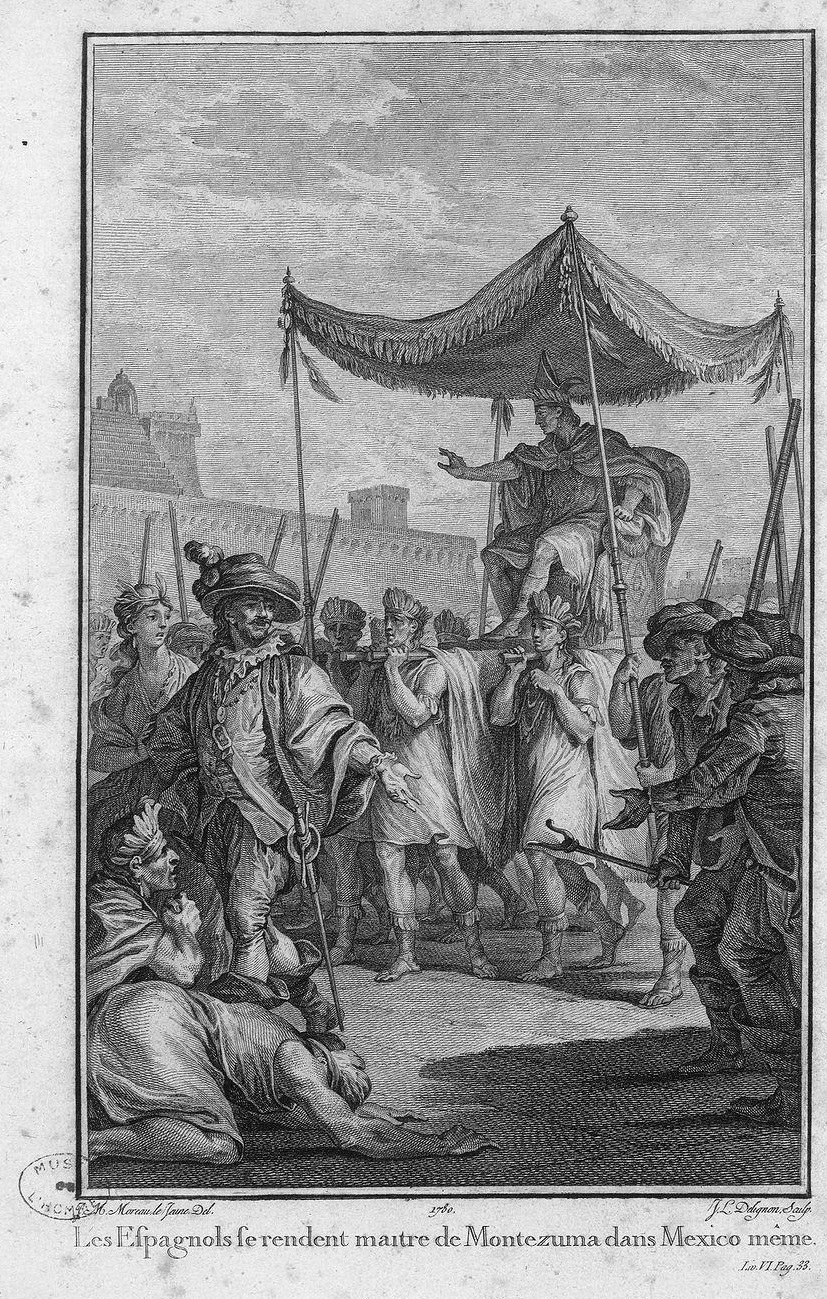
1520: els espanyols es fan amos de Montezuma a Ciutat de Mèxic.

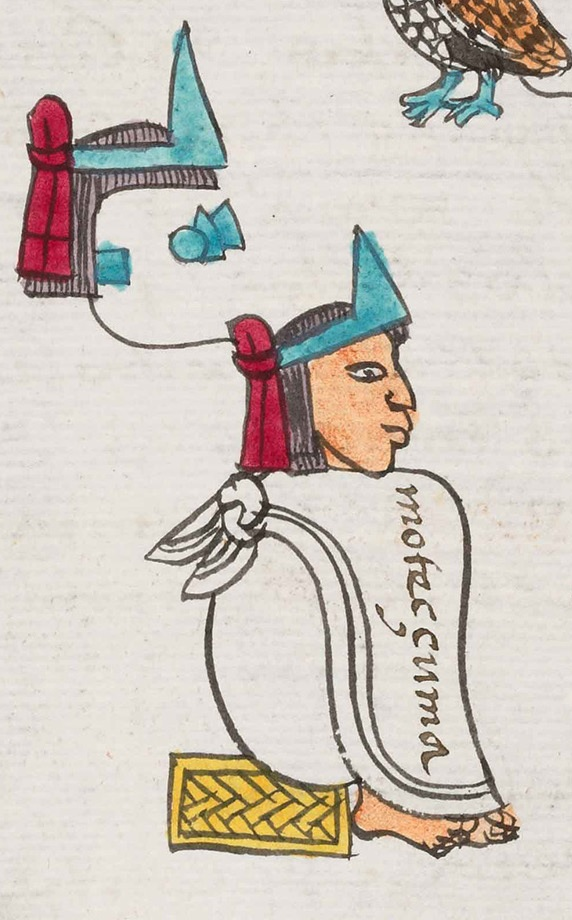
Escriptura mexica de Moctezuma (Còdex Mendoza, foli 15v).

### Hernán Cortés: lesCartas de Relaciondirigides a Carles V
Els escrits de Cortés són contemporanis dels fets, i s'escriuen a mesura que anaven desenvolupant les vicissituds de la seva expedició. Aquestes són les Cartas de relación adreçada a Carles V, rei de Castella i rei d'Aragó des del 1516, amb l'objectiu de justificar la seva actuació.
En el que Cortés diu de Moctezuma, una idea habitual és que Moctezuma va interpretar la llegenda asteca de Quetzalcóatl per a convertir-lo en un messies venjatiu que havia tornat a governar els mexicas (ètnia dominant de l'Imperi asteca). Però aquesta afirmació ha estat qüestionada per molts historiadors, entre ells Anthony Pagden i Eulalia Guzman.
Pagden escriu que, en realitat, «no hi havia cap tradició anterior a la conquesta que assignés aquest paper a Quetzalcóatl i, per tant, sembla possible que aquesta llegenda fos recollida per Sahagún i Toribio de Benavente d'informadors que havien perdut parcialment el contacte amb les històries tribals tradicionals».

### Bernal Díaz del Castillo:La història real
El relat de Bernal Díaz del Castillo (1496-1584), Historia verdadera de la conquista de la Nueva España, és el d'un testimoni directe, que va participar en la conquesta a l'exèrcit de Cortés (1519-1521), però va ser escrit molt després, a partir de 1553.
Pinta el retrat d'un rei noble que lluita per mantenir l'ordre al seu regne després de ser fet presoner per Cortés.

### Obres històriques dels inicis de la Nova Espanya

#### Bernardino de Sahagún (1500-1590)
Bernardino de Sahagún és membre de l'orde franciscà, que, enviat a Nova Espanya, es va interessar per la llengua nàhuatl i la cultura mexica. És l'autor de l'obra anomenada Còdex florentí, escrita amb col·laboradors nadius de Mèxic-Tenochtitlan o de Tlatelolco, ciutat vassall.
El text generalment presenta els governants de Tlatelolco amb una llum favorable en comparació amb els de Tenochtitlan i Moctezuma, en particular, se'l critica com un governant feble, supersticiós i laxa.
L'historiador James Lockhart ho interpreta assumint que el poble mexica necessitava un boc expiatori per explicar la caiguda de l'Imperi asteca i que aquest paper s'atribuïa de manera molt natural a Moctezuma.

#### Fernando Alvarado Tezozomoc
Fernando Alvarado Tezozómoc (1530-1609), autor de la Crónica Mexicayotl (crònica mexica) escrit en nuhuatl, és net de Moctezuma II. La seva crònica es refereix essencialment a la genealogia dels governants asteques. Descriu el llinatge de Moctezuma i indica que Moctezuma va tenir dinou fills: onze fills i vuit filles.

## Biografia

### Orígens familiars
Era fill d'Axayàcatl i nebot dels seus dos predecessors, Tízoc i Ahuitzotl.
Sembla que es va convertir en governant contra la seva voluntat, sense dubte obligat per la mort accidental d'Ahuitzol durant una inundació de Tenochtitlán.

### Al capdavant de l'Imperi

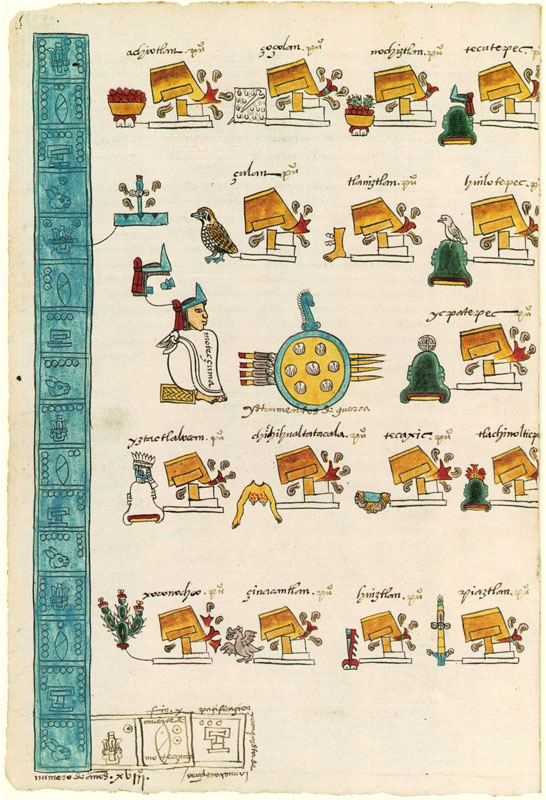
El foli 15 del Còdex Mendoza descriu el regnat i les conquestes de Moctezuma II (el mateix representat a l'esquerra del glif central).

Governa de manera autoritària reorganitzant totalment l'administració nomenant administradors més joves. Moctezuma també redueix les pretensions de la noblesa. L'economia i el comerç estan florint en tot l'Imperi, que assoleix la seva màxima extensió i s'estén per Guatemala i la península de Yucatán.
La famosa pedra de Tízoc, un cuauhxicalli (pedra de sacrifici) decorada amb talles que representen Tízoc, el predecessor de Moctezuma com a tlatoani, també es diu que es va fer durant el seu regnat

#### Reformes
Segons fonts autòctones, en assumir el poder, Moctezuma va ordenar al seu cihuacoatl Tlilpotonqui que substituís els dignataris i funcionaris designats pel seu predecessor, Ahuitzotl, per construir una cort favorable a les seves reformes, educada i extreta de l'elit més que d'origen plebeu .

#### La reconstrucció de Mèxic-Tenochtitlan
Ordena la reconstrucció total de la capital que havia patit una altra inundació. Va ser aquesta ciutat que s'havia convertit en extraordinària la que els conqueridors van descobrir el 1519, Ciutat de Mèxic, la ciutat de la llacuna.

#### Conquestes

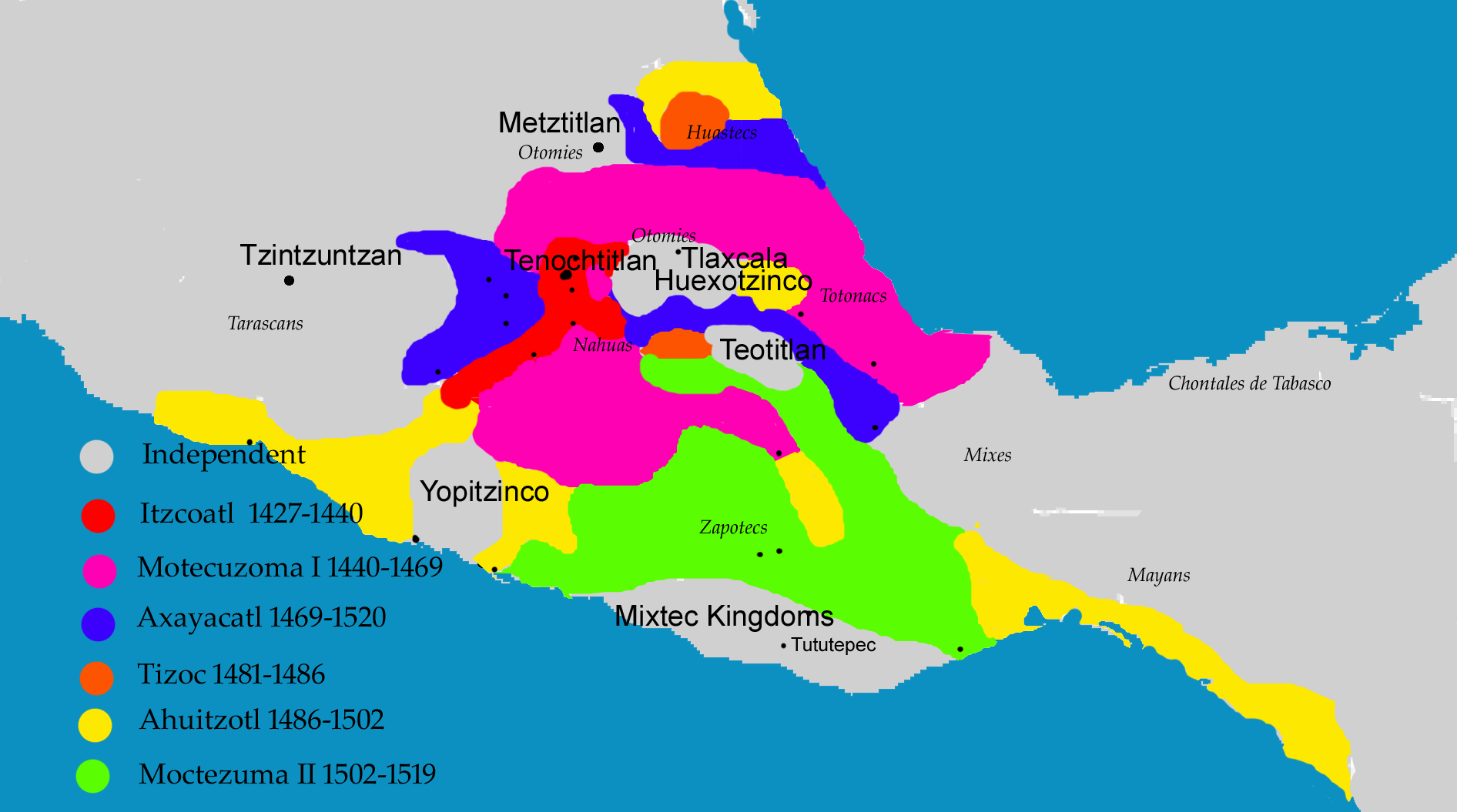
Mapa que mostra l'expansió de l'Imperi Asteca a través de les seves conquestes. Les conquestes de Moctezuma II s'indiquen amb el color verd (basat en els mapes de Ross Hassig a Aztec Wars)

### Inici de les relacions amb els castellans

#### Auguris sobre l'arribada dels castellans

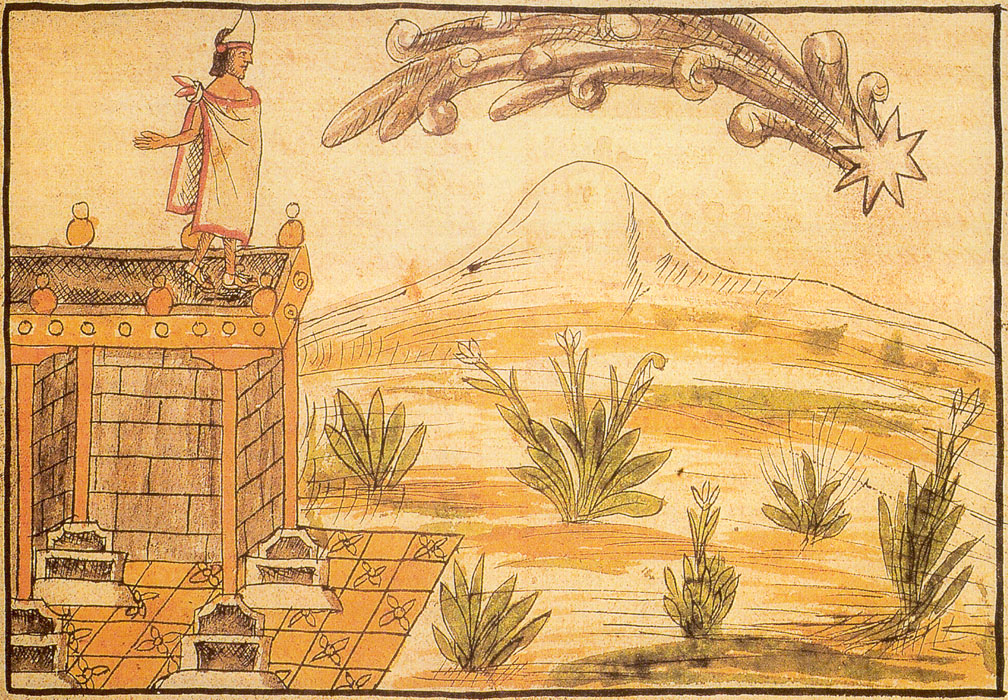
El pas d'un cometa hauria estat interpretat per Moctezuma II com un presagi terrible, segons Diego Durán (Codex Durán, t. I, cap. LXIII).

Bernardino de Sahagún (1499-1590) esmenta vuit fets, ocorreguts deu anys abans de l'arribada dels castellans, que s'haurien interpretat com a signes nocius: l'aparició d'una flama al cel durant gairebé un any, la crema del marc del temple de Huitzilopochtli, un altre temple misteriosament colpejat per un llamp, la caiguda d'un cometa, l'aigua del Llac de Texcoco que va començar a bombollejar, l'aparició d'una dona que va plorar gemegant «estimats fills, ja marxem», un ocell capturat pels pescadors al llac de Texcoco i que portava un mirall al cap, aparició d'homes de dos caps que van desaparèixer tan bon punt els van mostrar a Moctezuma. pensen que els asteques eren especialment sensibles a aquests signes perquè l'any precís de l'arribada dels castellans va coincidir amb la nova cerimònia del foc celebrada al final d'un cicle de 52 anys del calendari asteca, l'any que va estar associat als canvis, renaixement i risc de desastres, com a part del mite de la Llegenda dels Sols. Segons Matthew Restall, va ser un simple mite del fatalisme nadiu el que va donar lloc al truisme que els asteques s'havien tornat passius a causa de la seva pròpia superstició. Probablement, aquestes llegendes formen part del procés de racionalització posterior a la conquesta dels asteques per explicar la seva derrota, buscant descriure un Moctezuma indecís, vanitós i supersticiós, que finalment va ser la causa de la caiguda de l’Imperi asteca.
L'etnohistoriadora Susan Gillespie ha argumentat que la concepció de la història dels nahues, que interpretaven com una sèrie de cicles successius, també va conduir a una racionalització posterior dels esdeveniments de la conquesta. En aquesta interpretació, la personalitat de Moctezuma, l'últim rei de l'imperi asteca, es va reescriure per coincidir amb la dels primers reis de dinasties anteriors, per exemple Quetzalcóatl, el mític darrer governant dels tolteques. En qualsevol cas, és més que probable que la descripció de Moctezuma a les fonts posteriors a la conquesta estigués influenciada en gran manera pel seu paper com a figura important de la història asteca tardana.

#### Primers contactes (1517)
L'any 1517, Moctezuma va rebre els primers informes que anunciaven el desembarcament dels europeus a la costa oriental del seu Imperi, era l'expedició de Juan de Grijalva que havia desembarcat a San Juan de Ulúa que, encara que es trobava en territori totonac, estava sota el domini de l'Imperi asteca. Moctezuma va donar ordres de mantenir-se informat de qualsevol nova aparició d'estrangers a la costa i de posar guàrdies per vigilar la zona.

#### L'arribada de Cortés a Mèxic (primavera de 1519)
Quan Cortés va desembarcar el 1519, Moctezuma va ser informat immediatament i va enviar emissaris per trobar-se amb els nouvinguts, un dels quals és conegut com un noble asteca anomenat Tentlil en llengua nàhuatl, però citat en els escrits de Cortés i Bernal Díaz del Castillo com "Tendile".
Quan els castellans es van acostar a Tenochtitlán, van fer una aliança amb els tlaxcalteques, que eren els enemics de la Triple Aliança asteca, i els van ajudar a fomentar una revolta a diverses ciutats sota domini asteca. Moctezuma era conscient d'aquest complot i va enviar regals als castellans, presumiblement per mostrar la seva superioritat sobre els castellans i els tlaxcalteques .

#### La reacció de Moctezuma

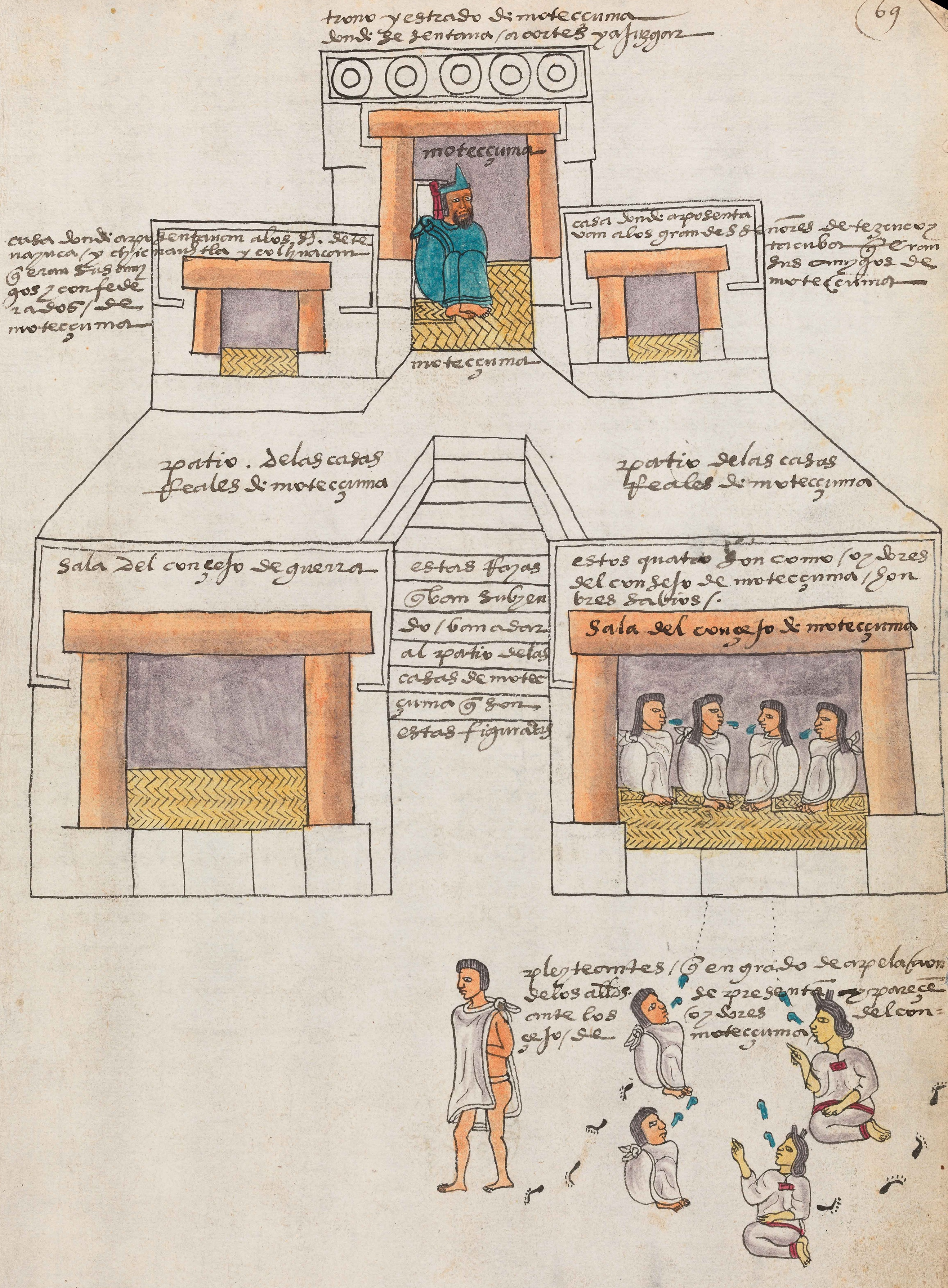
Palau de Moctezuma, representació extreta del Còdex Mendoza (1542)

Segons algunes fonts antigues, Moctezuma es va espantar pels nouvinguts, i algunes fonts com el Còdex de Florència, informen que els asteques van prendre els castellans per déus i van interpretar l'arribada de Cortés com el retorn del déu Quetzal, que havia tornat a la terra. La veracitat d'aquestes afirmacions és difícil d'avaluar, però recentment els etnohistoriadors especialitzats en les primeres relacions castellà-nahua l'han descartat com un mite del període postconquesta.
Segons Bernardino de Sahagún, a l'arribada dels conquistadors, Moctezuma està aterrit per la descripció que li van fer els seus emissaris: «Cavalquen muntats sobre els seus cérvols. [... ] A tots els costats els seus cossos estan protegits, només es veuen les seves cares. Són blancs com si fossin de calç. [... ] Llarga és la seva barba, [... ]».
La hipòtesi que Cortés era considerat una divinitat prové principalment de la Historia general de las cosas de Nueva España, escrit uns cinquanta anys després de la conquesta. Durant la primera trobada entre Moctezuma i Cortés, tal com consta al còdex, es descriu al governant asteca que declamava un discurs escrit en nàhuatl clàssic, un discurs que es transcriu textualment al còdex (escrit per informants de Sahagún nadius de Tlatelolco, que eren probablement no testimonis oculars de la trobada) i presentaven declaracions de postració i admiració divina o quasi divina, com ara: «Vau tenir la bondat de venir a la terra, vau tenir la bondat d'apropar-vos a la vostra aigua, al vostre lloc alt a Mèxic, vau baixar al vostre tron, que us vaig guardar breument, el meu paper és mantenir-lo per a vos» i «Heu volgut venir, heu conegut el dolor, heu conegut la fatiga, vingut a la terra, descanseu, entreu al vostre palau, descanseu els vostres membres, porteu a la terra els nostres senyors». Matthew Restall argumenta que Moctezuma oferint educadament el seu tron a Cortés (si mai va pronunciar aquest discurs) podria haver significat exactament el contrari del que volia dir: la cortesia en la cultura asteca era una manera d'afirmar una posició dominant i de mostrar la pròpia superioritat. Aquest discurs va ser l'origen de la llegenda que Moctezuma es va dirigir a Cortés com el déu Quetzalcóatl a la terra. Altres també van propagar la idea que els nadius americans van confondre els conqueridors amb déus, especialment historiadors franciscans com Fra Gerónimo de Mendieta Alguns sacerdots franciscans tenien creences mil·lenàries, i el fet que els indígenes poguessin prendre per déus els conqueridors castellans era una idea que anava bé amb aquesta teologia. Bernardino de Sahagún, que havia compilat el Còdex de Florència, també era un sacerdot franciscà.

#### L'arribada dels castellans a Tenochtitlan (novembre de 1519)

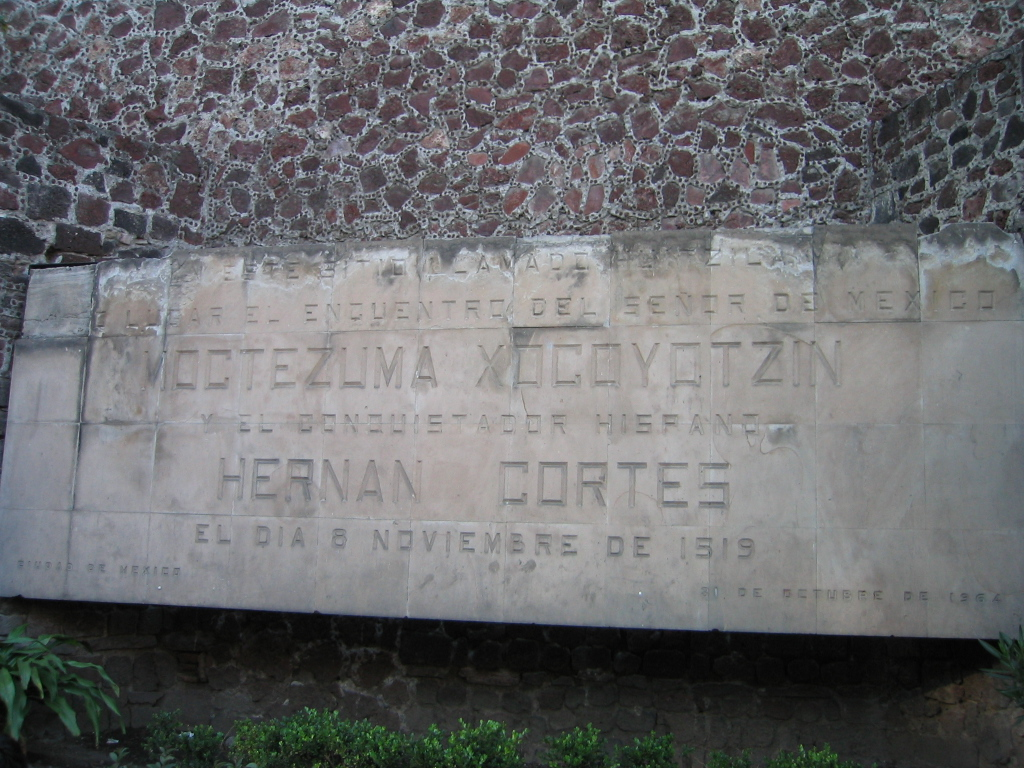
Lloc de trobada de Moctezuma i Hernán Cortés.

El 8 de novembre de 1519, Moctezuma es va trobar amb Cortés a la carretera que portava a Tenochtitlan i els dos governants van intercanviar regals. En la seva primera descripció de Moctezuma, Díaz del Castillo escriu:
| « | El gran Montezuma tenia uns quaranta anys, era alt, ben proporcionat, més aviat prim i amb la pell bastant clara, que contrastava amb la pell fosca habitual entre els indis. No portava els cabells llargs, sinó tallats a les orelles, i tenia una barba negra curta, prima i ben retallada. El seu rostre era bastant llarg i alegre, tenia uns ulls bonics, i la seva aparença i maneres podien expressar intel·ligència o, si calia, gravetat tranquil·la. El seu aspecte era net i ordenat, i es banyava cada tarda. Tenia al seu voltant moltes esposes, les seves amants, les filles dels caps i dues dones legítimes que eren Cacics. La roba que portava un dia no la tornava a portar durant tres o quatre dies. Tenia una guàrdia de dos-cents homes allotjats en habitacions al seu costat, i només a alguns d'ells se'ls permetia parlar amb ell. | » |

En la seva segona carta, Cortés descriu així la seva primera trobada amb Moctezuma:
| « | Mutezuma [sic] va venir a saludar-nos i amb ell uns dos-cents senyors, tots descalços i vestits amb un vestit diferent, però també molt rics a la seva manera i en tot cas més que els altres. Venien en dues columnes, alineades prop de les parets del carrer, que és molt ample i tan bonic i recte que es pot veure d'un extrem a l'altre. Mutezuma va baixar pel mig d'aquest carrer amb dos caps, un a la seva dreta i l'altre a la seva esquerra. I tots anaven vestits igual excepte Mutezuma que portava sandàlies mentre els altres anaven descalços, i es posaven a banda i banda d'ell. | » |

Moctezuma va obsequiar Cortés amb un calendari asteca, un disc d'or fet a casa i un altre de plata. Cortés va fondre aquests tresors pel seu valor. També es van celebrar sacrificis humans, que van sorprendre molt els castellans.

### De l'aparent amistat a la guerra

#### L'aparició de tensions (novembre 1519-maig 1520)
Moctezuma va conduir Cortés al seu palau on els castellans van viure com a convidats seus durant diversos mesos. Moctezuma va continuar governant el seu Imperi i fins i tot va emprendre la conquesta de nous territoris durant l'estada dels castellans a Tenochtitlan.
En algun moment durant aquest període, Moctezuma es va convertir efectivament en presoner al seu propi palau. El motiu exacte pel qual va passar això no és clar a les fonts disponibles. En adonar-se de la cobdícia dels nouvinguts, la noblesa asteca es va sentir cada cop més insatisfeta amb la prolongada estada de l'exèrcit castellà a Tenochtitlan i es va ressentir de la passivitat del seu governant. Aleshores Moctezuma va dir a Cortés que seria millor que marxés.
Poc després, Cortés va marxar per lluitar contra Pánfilo de Narváez, encarregat pel governador de Cuba, deixant una guarnició a la Ciutat de Mèxic (Pedro de Alvarado).

#### La matança del Tóxcat (20 de maig de 1520) i les seves conseqüències
Durant la seva absència, la massacre de Tóxcatl transforma la tensa situació entre els castellans i els asteques en oberta hostilitat.
Moctezuma va ser pres com a ostatge pels castellans desitjosos de garantir la seva seguretat . Però ells mateixos es troben assetjats a la Ciutat de Mèxic.
Quan Cortés va tornar a Mèxic, la situació era, doncs, dolenta per als castellans.

#### Mort de Moctezuma (29 de juny de 1520)

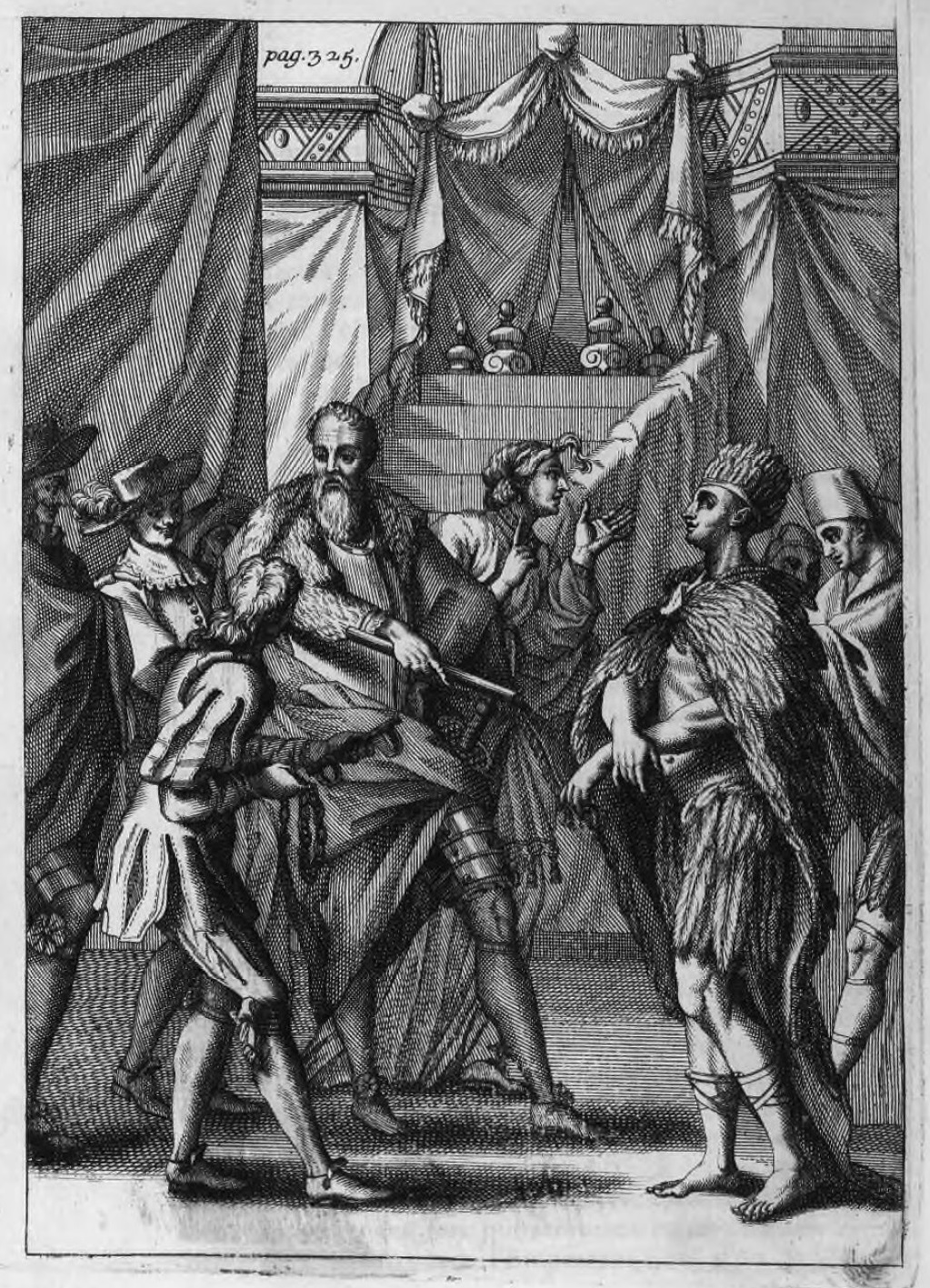
Moctezuma capturat i empresonat per Cortés (gravat de l'holandès Jean-Charles Donat van Beecq, finals segle XVII).

Es desconeixen els detalls de la seva mort: les diferents versions de la seva mort són efectivament donades per les fonts.
A la seva Historia, Bernal Díaz del Castillo afirma que el 29 de juny de 1520 els castellans van obligar Moctezuma a aparèixer al balcó del seu palau per demanar calma als seus compatriotes. La gent estava consternada per la traïció del seu emperador i li van llançar pedres i fletxes. Va morir poc després. Escriu Bernal Díaz:
| « | Tot just s'havia acabat [el discurs de l'emperador als seus súbdits] que va caure una sobtada pluja de pedres i fletxes. Els nostres homes que protegien Montezuma van relaxar momentàniament la seva atenció quan van veure que l'atac s'aturava, mentre parlava amb els seus subordinats. Montezuma va ser llavors colpejat per tres pedres, una al cap, una al braç i l'altra a la cama, i tot i que li van suplicar que fos embenat i que mengés una mica dirigint-se a ell molt amablement, ell s'hi va negar. Després, de manera inesperada, ens van dir que havia mort. | » |

Cortés també va informar que Moctezuma va morir després de ser ferit per una pedra llançada pels seus compatriotes.
D'altra banda, les cròniques natives afirmen que Moctezuma va ser assassinat pels castellans amb una espasa abans que abandonessin la ciutat.
Segons Bernal Díaz del Castillo:
| « | Cortés i tots nosaltres, els capitans i els soldats el ploràvem, i no hi havia ningú entre nosaltres que el conegués i tingués relacions sexuals amb ell que no el plorés com si hagués estat el nostre pare, cosa que no sorprèn, perquè era tan bo. S'ha dit que va regnar disset anys, i que va ser el millor rei que Mèxic havia conegut mai, i que va triomfar personalment en tres guerres contra els països que havia conquerit. Vaig parlar del dolor que tots sentíem quan vam veure que Montezuma era mort, fins i tot vam culpar el germà dels Mercedaris per no convèncer-lo de convertir-se al cristianisme". | » |

Els historiadors moderns, com Matthew Restall (2003), opinen que la versió indígena de la mort de Moctezuma II a càrrec dels castellans és més fiable, ja que Moctezuma hauria deixat de ser útil als conqueridors en fer-se palesa la seva incapacitat de pacificar els asteques.

### Seqüeles: des de laNit Tristefins al final de l'imperi asteca

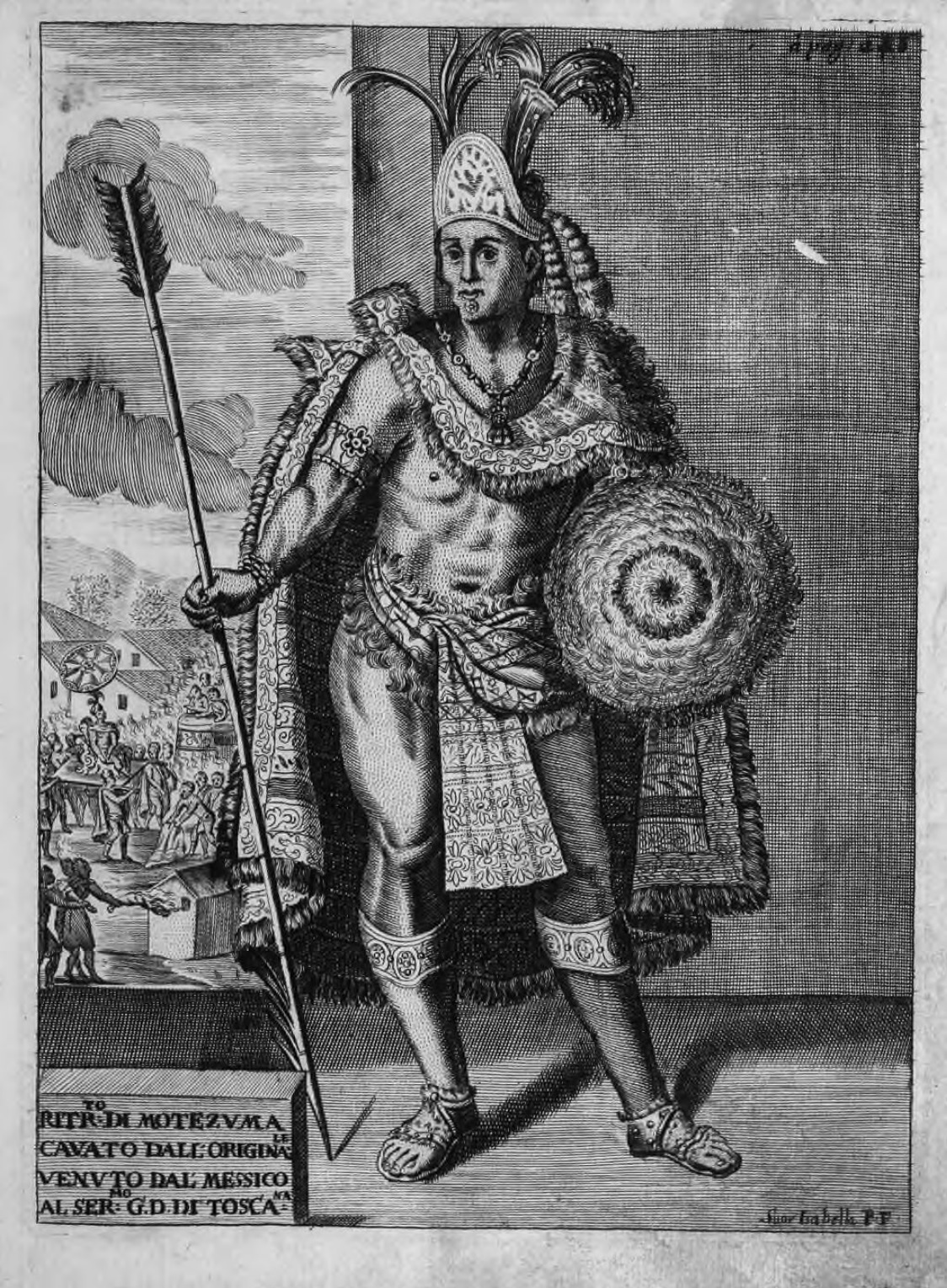
Representació de Moctezuma II a la Historia de la conquista de México (1715) d'Antonio de Solís y Rivadeneyra.

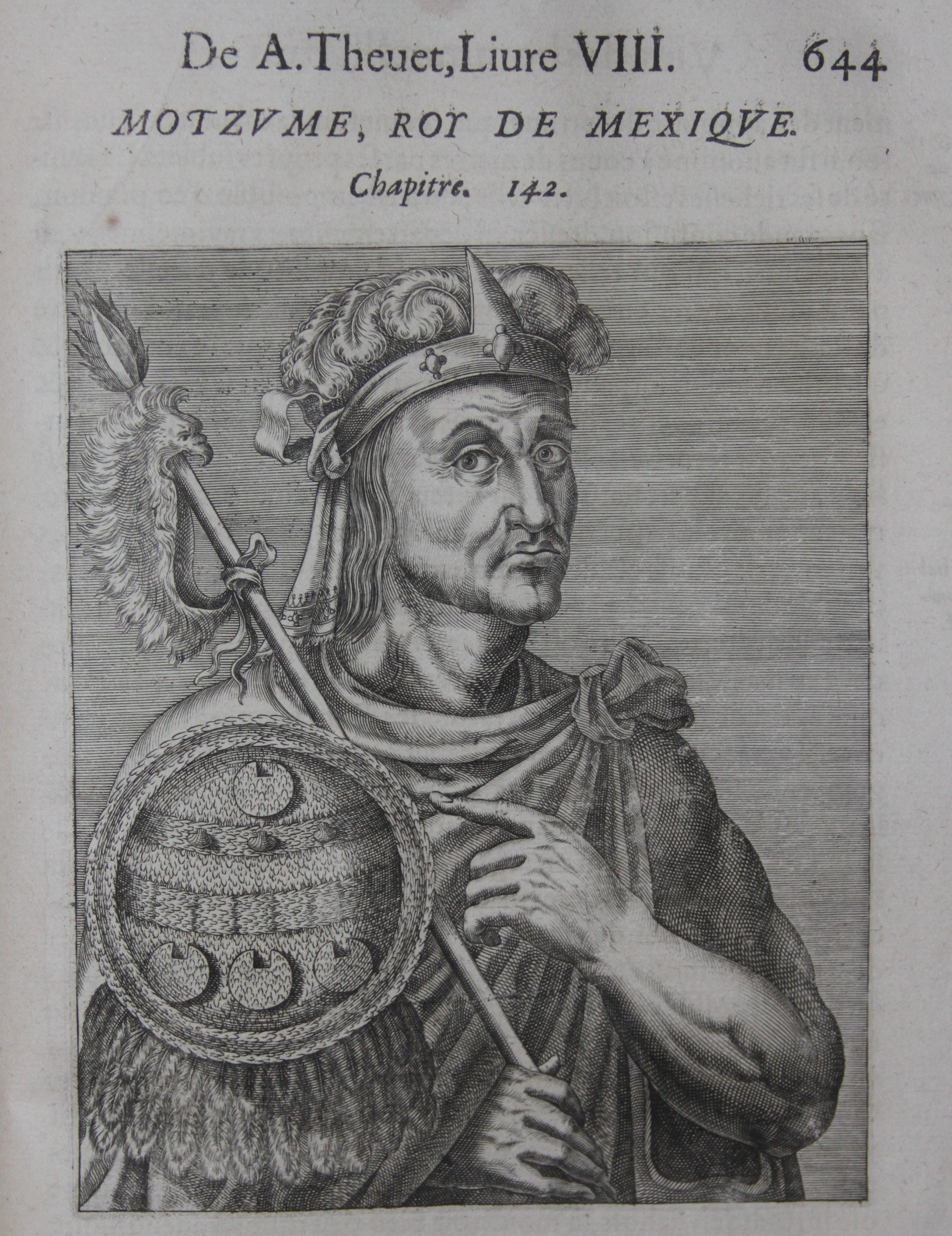
Representació de Moctezuma II a Veritables retrats i vides d'homes il·lustres d’André Thevet (1584).

Moctezuma és succeït pel seu germà Cuauhtlàhuac.
Moctezuma II va ser succeït pel seu germà Cuitláhuac, que poc després moriria de verola, i fou succeït aquest pel seu nebot adolescent Cuauhtémoc.

### Descendents
Hi ha diverses línies familiars a Mèxic i Espanya descendents dels descendents dels fills i filles de Moctezuma II, entre elles Tlacahuepan Ihualicahuaca, o Pedro Moctezuma i Tecuichpo Ixcaxochitzin, o Isabel Moctezuma.
Moctezuma va tenir vuit filles, inclosa Tecuichpo, també coneguda com Doña Isabel de Moctezuma, i onze fills, entre ells Chimalpopoca (que no s'ha de confondre amb Chimalpopoca, un tlatoani huey anterior) i Tlaltecatzin.
El fill de Moctezuma, conegut com Don Pedro, va rebre Tula com encomienda.
El net de Moctezuma II i fill de Pedro, Ihuitemotzin, batejat Diego Luis de Moctezuma, va ser portat a Espanya pel rei Felip II i es va casar amb Francisca de la Cueva de Valenzuela. El 1627, Pedro Tesifón de Moctezuma, besnét de Moctezuma, va rebre el títol de comte de Moctezuma i va passar a formar part de la noblesa castellana. El seu títol de noblesa fou canviat posteriorment i esdevingué comte de Moctezuma de Tultengo. El 1766 es va concedir la dignitat de Gran d'Espanya al titular del comtat. El 1865 el títol, que ostentava Antonio María Moctezuma-Marcilla de Teruel y Navarro, 14 comte de Moctezuma Tultengo, va ser elevat a Ducat, passant a ser el de Ducat de Moctezuma. L'any 1992 per Joan Carles I autoritzà una nova denominació del títol, que esdevingué el Ducat de Moctezuma de Tultengo.
Una altra de les filles de Moctezuma, la princesa Xipaguacin Moctezuma, es va casar amb Juan de Grau, baró de Toleriu, un dels oficials superiors de Cortés, que la va portar de tornada a Espanya amb un grup de mexicas i va morir al poble de muntanya de Toleriu, prop d'Andorra, el 1537.
Altres titulars de títols nobiliaris castellans descendents de l'emperador asteca són els ducs d'Ahumada, els comtes de Miravalle, el duc d'Abrantès i els ducs d'Atrisco. D'aquestes línies també descendeixen els ducs d'Alba. Moltes famílies castellanes sense títols nobiliaris també descendeixen de moltes branques familiars descendents dels fills de Moctezuma II.
Els descendents d'aquestes famílies també inclouen el general Jerónimo Girón-Moctezuma, 3r marquès de las Amarilas, descendent de la 9 generació de Moctezuma II, que va ser el comandant de les forces castellanes a la batalla de Fort Charlotte, i el seu net Francisco Javier Girón y Ezpeleta, 2 duc d'Ahumada i cinquè marquès de Las Amarillas, que va ser el fundador de la Guàrdia Civil espanyola.

### Mitologia
Molts pobles indígenes d'Amèrica veneren divinitats que porten el nom del governant asteca, i sovint el mite transmet la creença que un dia el divinitzat Moctezuma tornarà per venjar el seu poble. A Mèxic durant els temps moderns, els pobles Pames, Otomis, Tepehua, Totonac i Nahua van continuar adorant deïtats terrenals anomenades Moctezuma. El seu nom també apareix al ritual Zinacantán dels maies tzotzil on els ballarins disfressats de déus de la pluja reben el nom de Moctezumas.
La figura mitològica de Tohono O'odham entre els pobles del nord de Mèxic i alguns pobles de Nou Mèxic i Arizona anomenats Montezuma, possiblement pot tenir orígens que es remunten al rei asteca.
Hubert Howe Bancroft, escrivint al segle xix (Native Races, tom #3), va especular que el nom de l'emperador asteca Moctezuma s'utilitzava per referir-se als herois d'aquestes cultures que són una combinació de diferents figures històriques unides sota el nom d'un representant especialment destacat de la identitat nativa americana.
El nom de Moctezuma va ser invocat durant diverses rebel·lions indígenes com a símbol de resistència contra els castellans.

### Referències en la cultura moderna

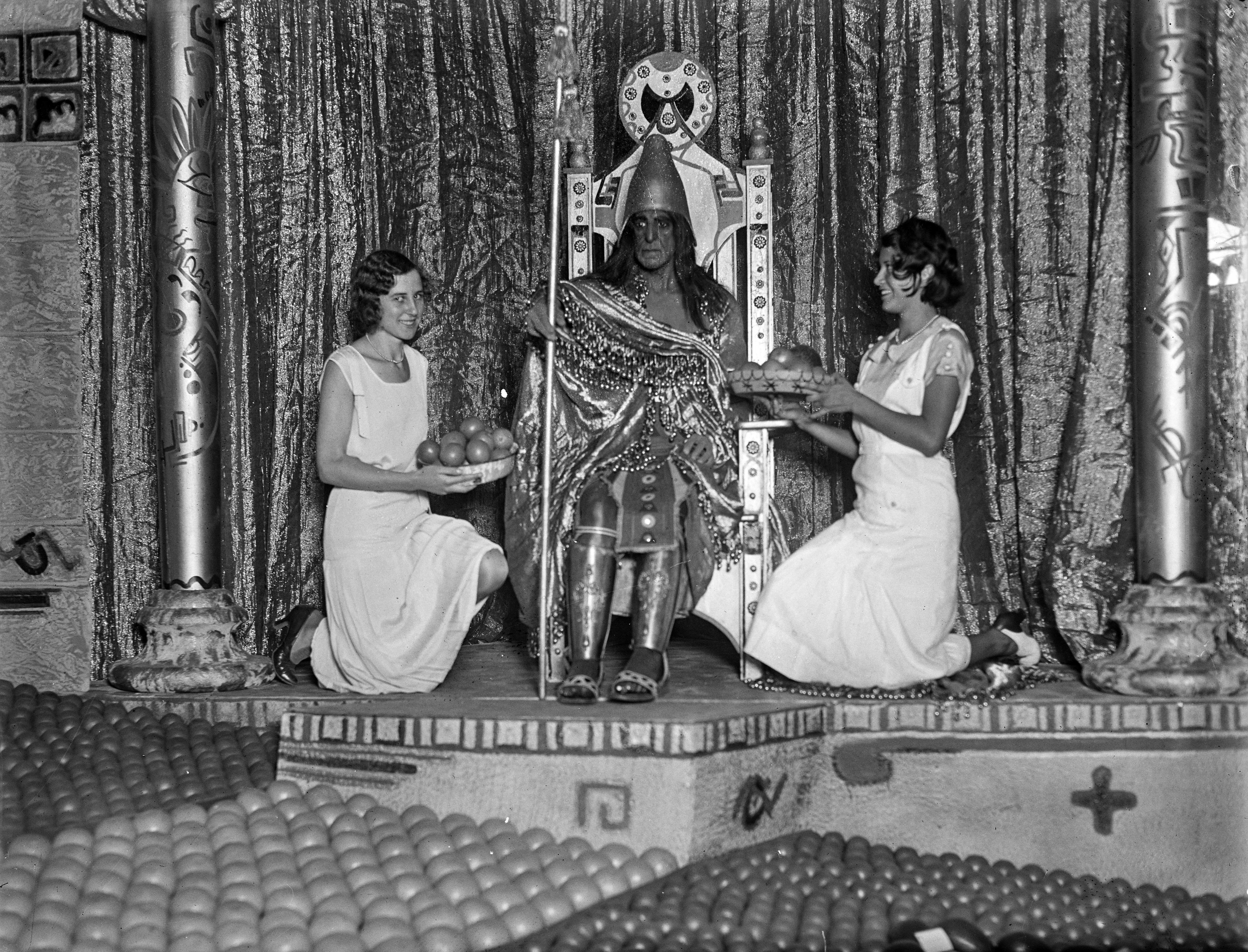
Home vestit de Moctezuma, al Valencia Orange Show, Califòrnia, 1931.